# Den jyske trafikmafia
Den jyske trafikmafia var en betegnelse for en gruppe danske trafikpolitikere: Venstres tidligere mangeårige trafikordfører Svend Heiselberg, den konservative Kaj Ikast, Arne Melchior fra Centrumdemokraterne samt Jens Risgaard Knudsen og Helge Mortensen fra Socialdemokratiet.
Betegnelsen mafia blev brugt første gang under en debat i folketingssalen i 1986 af Keld Albrechtsen (VS): "Det er jo de rene mafiametoder".
Politikerne fik, som betingelse for deres støtte til Storebæltsforbindelsen, gennemført forskellige motorvejsprojekter i Jylland. Motorvejene nord for Nørresundby havde ret sparsom trafik, og nogle mente derfor at pengene kunne være blevet brugt bedre andre steder.
Denne jyske trafikmafia har været med til at få motorveje til Esbjerg, Herning, Hjørring og Frederikshavn.